# Andrea Mandorlini
Andrea Mandorlini (* 17. Juli 1960 in Ravenna) ist ein ehemaliger italienischer Fußballspieler und -trainer.

## Karriere

### Als Spieler
Andrea Mandorlini debütierte mit Torino Calcio als Profi am 4. Februar 1979. Er verließ 1980 Turin und wechselte zu Atalanta Bergamo in die Serie B. 1981 bis 1984 spielte er bei Ascoli Calcio. 1984 unterzeichnete er dann bei Inter Mailand, wo er bis 1991 spielte. Im Trikot von Inter gewann er unter Giovanni Trapattoni 1988/89 die Serie A und 1990/91 den UEFA Cup. Bei Udinese Calcio spielte Mandorlini von 1991 bis 1993 und beendete auch dort seine Karriere.

### Als Trainer
Andrea Mandorlini begann seine Trainerkarriere 1993 beim ASD Manzanese, das damals in der Serie D spielte. Er konnte den Abstieg des Vereins durch die Relegation aber nicht verhindern. Danach war er bis 1998 Assistenztrainer bei Ravenna Calcio. Von 1998 bis 1999 trainierte er die US Triestina. 1999 begann Mandorlini seine Arbeit bei Spezia Calcio und blied dort bis 2002. Mit Spezia gewann er die damalige Serie C2 (heute Lega Pro Seconda Divisione) gleich in seiner ersten Saison 1999/2000, 2002 verpasste er mit Spezia den Aufstieg in die Serie B knapp. Nachdem er 2002 zu Vicenza Calcio gewechselt war und in der Serie-B-Saison 2002/03 den achten Platz erreicht hatte, nahm er seine Arbeit bei Atalanta Bergamo auf. 2003/04 führte er Atalanta in die Serie A, wurde 2004/05 jedoch wegen schwacher Spiele entlassen. Sein Nachfolger wurde Delio Rossi.
Im Januar 2006 wurde Mandorlini beim Serie-B-Klub FC Bologna eingestellt, aber zwei Monate später bereits wieder entlassen. Im Dezember 2006 übernahm er den Calcio Padova in der Serie C1 (heute Lega Pro Prima Divisione). Mit dem Verein wäre Mandorlini der Aufstieg fast gelungen, nachdem er ihn aus den Relegationsplätzen geführt hat. Im Juli 2007 trat er das Traineramt für die Serie-A-Saison 2007/08 bei der AC Siena an, wurde aber durch eine Einigung beider Seiten am 12. November wieder entlassen.
2008 wurde Mandorlini beim erstmals in die Serie B aufgestiegenen Verein US Sassuolo Calcio, den er auf den siebenten Platz führen konnte, Trainer. Im Juni 2009 verließ er Sassuolo wieder.
Im November 2009 übernahm Andra Mandorlini den rumänischen Verein CFR Cluj in der Liga 1. Im Mai 2010 konnte er mit Cluj das rumänische Double gewinnen. Die Cupa României und der Meistertitel waren für Mandorlini gleichzeitig die ersten größeren Erfolge als Trainer. Am 13. September 2010 wurde er wegen Erfolglosigkeit entlassen.
Am 9. November 2010 unterschrieb Mandorlini einen Vertrag bei Hellas Verona. Damit beerbte er den erfolglosen Giuseppe Giannini. Mandorlini führte den Klub von der drittklassigen Lega Pro bis in die Serie A. Nach fünf Jahren im Amt wurde er am 30. November 2015 entlassen, da Hellas nach 14 Spieltagen mit nur sechs Punkten am Tabellenende lag.
Im Februar 2017 übernahm Mandorlini den CFC Genua. Bereits nach zwei Monaten wurde Mandorlini wieder entlassen und durch seinen Vorgänger Ivan Jurić ersetzt.
Im April 2018 wurde er neuer Trainer der US Cremonese. Von 2020 bis 2021 trainierte er Calcio Padova. Bevor er im Juni 2023 zurück zu CFR Cluj kam und den Trainerposten bis Januar 2024 bekleidete, coachte er kurzzeitig den damaligen italienischen Drittligisten Mantova 1911.

## Erfolge
als Spieler
- Italienischer Meister 1988/89
- Italienischer Supercupsieger: 1989
- UEFA-Pokalsieger 1990/91

als Trainer
- Serie C2 1999/2000 mit Spezia Calcio
- Rumänischer Meister 2009/10 mit CFR Cluj
- Rumänischer Pokalsieger: 2009/10 mit CFR Cluj
- Aufstieg in die Serie B 2010/11 mit Hellas Verona
- Aufstieg in die Serie A 2012/13 mit Hellas Verona